# Shut Up ’n Play Yer Guitar
Shut Up ’n Play Yer Guitar (dt. Halt den Mund und spiel' deine Gitarre) ist ein Rockalbum von Frank Zappa, das 1981 auf Vinyl erschien. 

## Hintergrund
Es besteht – mit einer Ausnahme – aus Gitarrensolos, die Zappa größtenteils zwischen 1979 und 1980 einspielte. Das Album richtete sich an gitarrenaffine Zuhörer und bestand ursprünglich aus drei separat zu erwerbenden Platten, mit den Titeln Shut Up ’n Play Yer Guitar, Shut Up ’n Play Yer Guitar Some More und Return of the Son of Shut Up ’n Play Yer Guitar. Diese wurden zunächst ausschließlich per Mailorder vertrieben, da mit eher geringer Nachfrage gerechnet wurde. 
Wegen des unerwartet großen Erfolgs wurden die Platten bereits kurze Zeit später als Triplealbum in den üblichen Vertrieb gegeben. Zappa zeigt auf dem Album seine Fertigkeit als Solospieler, so finden sich etwa vier Soli aus dem Stück Inca Roads, die von Zappa innerhalb von drei Tagen eingespielt wurden, wobei sich „kaum ein Lick wiederholt“. Im letzten Stück, Canard du jour, improvisiert Zappa im Duett mit Jean-Luc Ponty auf Bouzouki bzw. elektrischer Violine.

## Titelliste

### Shut Up ’n Play Yer Guitar
1. five-five-FIVE – 2:35 (19. Febr. 1979)[3]
2. Hog Heaven – 2:46 (18. Okt. 1980)
3. Shut Up ’n Play Yer Guitar – 5:35 (18. Febr. 1979)
4. While You Were Out – 6:09 (1979)

1. Treacherous Cretins – 5:29 (17. Febr. 1979)
2. Heavy Duty Judy – 4:39 (5. Dez. 1980)
3. Soup ’n Old Clothes – 7:53 (11. Dez. 1980)

### Shut Up ’n Play Yer Guitar Some More
1. Variations on the Carlos Santana Secret Chord Progression – 3:56 (11. Dez. 1980)
2. Gee, I Like Your Pants – 2:32 (18. Febr. 1979)
3. Canarsie – 6:06 (19. Febr. 1979)
4. Ship Ahoy – 5:26 (3. Febr. 1976)
5. The Deathless Horsie – 6:18 (19. Febr. 1979)
6. Shut Up ’n Play Yer Guitar Some More – 6:52 (17. Febr. 1979)
7. Pink Napkins – 4:41 (17. Febr. 1977)

### Return of the Son of Shut Up ’n Play Yer Guitar
1. Beat It with Your Fist – 1:39 (30. Okt. 1980)
2. Return of the Son of Shut Up ’n Play Yer Guitar – 8:45 (19. Febr. 1979)
3. Pinocchio's Furniture – 2:04 (5. Dez. 1980)
4. Why Johnny Can’t Read – 4:04 (17. Febr. 1979)
5. Stucco Homes – 8:56 (1979)
6. Canard du jour – 10:12 (1972)

## Rezeption
Sean Westergard schließt seine Rezension auf allmusic.com mit der Bemerkung, das Album solle „von jedem gehört werden, der gern Gitarre spielt.“